# Graphinica
Graphinica Co., Ltd. (グラフィニカ Kabushiki gaisha Gurafinika?), es un estudio de animación japonés fundado en abril de 2009, centrado en 3DCG y animación 2D.

## Historia
La empresa se estableció el 30 de abril de 2009 después de que el estudio Gonzo decidiera vender su división de video digital a Q-TEC, que luego estableció la empresa con los recursos adquiridos, junto con 25 empleados que trabajaban con la empresa anterior y luego pasaron a formar parte de Graphinica, con un total inicial de 60 empleados cuando se creó.
El 1 de abril de 2010, absorbió y fusionó Decoloco (una compañía de filmación de animación / VFX) del grupo Q-TEC con la compañía. El 1 de abril de 2011, abrió Ogikubo Studio y comenzó la producción de animación de dibujos 2D.
El 1 de diciembre de 2017, el propietario de Graphinica, Memory-Tech Holdings, anunció que habían adquirido la subsidiaria TYO Animations de AOI TYO Holdings, y que la compañía se convertiría en una subsidiaria de Graphinica después de la adquisición. Además, el nombre de TYO Animations se cambió a Yumeta Company , reviviendo un nombre que se retiró en 2009 cuando la Yumeta Company original se fusionó con Hal Film Maker para formar TYO Animations.
El 3 de julio de 2018, Graphinica y Avex Pictures anunciaron que habían establecido conjuntamente una nueva empresa llamada Flagship Line. Según las empresas, la nueva empresa producirá contenido de anime, juegos y realidad virtual y "aprovechará las capacidades de desarrollo y producción de Graphinica y la arquitectura operativa y de planificación de Avex Pictures".

## Trabajos

### Series de televisión
| Año  | Título                                | Director(es)                   | Fecha de primera transmisión | Fecha de última transmisión | Eps. | Notas | Refs.  |
| ---- | ------------------------------------- | ------------------------------ | ---------------------------- | --------------------------- | ---- | --- | ------ |
| 2013 | Boku wa Ou-sama                       | Takashi Horiuchi               | 6 de abril de 2013           | 22 de junio de 2013         | 12   | Basado en el OVA de 1996 de Nippon Animation.                                                                  | [ 6 ]  |
| 2017 | Chain Chronicle ~Light of Haecceitas~ | Masashi Kudō                   | 8 de enero de 2017           | 25 de marzo de 2017         | 12   | Basado en un videojuego de Sega. Coproducción junto a Telecom Animation Film.                                  | [ 7 ]  |
| 2017 | Jūni Taisen                           | Naoto Hosoda                   | 3 de octubre de 2017         | 19 de diciembre de 2017     | 12   | Adaptación de la novelas ligera escrita por Nishio Ishin e ilustrada por Hikaru Nakamura.                      | [ 8 ]  |
| 2019 | Re:Stage! Dream Days♪                 | Shin Katagai                   | 7 de julio de 2019           | 29 de septiembre de 2019    | 12   | Basado en una franquicia multimedia de Pony Canyon y Comptiq. Coproducción junto a Yumeta Company.             | [ 9 ]  |
| 2021 | Muv-Luv Alternative                   | Yukio Nishimoto Hiroyuki Taiga | 7 de octubre de 2021         | 23 de diciembre de 2021     | 12   | Basado en una novela visual desarrollado por âge. Coproducción junto a Yumeta Company.                         | [ 10 ] |
| 2022 | CUE!                                  | Shin Katagai                   | 8 de enero de 2022           | 25 de junio de 2022         | 24   | Basado en un juego para teléfonos de Liber Entertainment. Coproducción junto a Yumeta Company.                 | [ 11 ] |
| 2022 | Tokyo Mew Mew New ♡                   | Takahiro Natori                | 6 de julio de 2022           | 21 de septiembre de 2022    | 12   | Adaptación del manga escrito por Reiko Yoshida e ilustrado por Mia Ikumi. Coproducción junto a Yumeta Company. | [ 12 ] |
| 2022 | Muv-Luv Alternative 2nd Season        | Yukio Nishimoto Hiroyuki Taiga | 6 de octubre de 2022         | 22 de diciembre de 2022     | 12   | Secuela de Muv-Luv Alternative. Coproducción junto a Yumeta Company.                                           | [ 13 ] |
| 2022 | Legend of Mana: The Teardrop Crystal  | Masato Jinbo                   | 8 de octubre de 2022         | 24 de diciembre de 2022     | 12   | Basado en un videojuego RPG de Square Enix. Coproducción junto a Yokohama Animation Lab.                       | [ 14 ] |
| 2023 | Tokyo Mew Mew New ♡ 2nd Season        | Takahiro Natori                | 5 de abril de 2023           | 21 de junio de 2023         | 12   | Secuela de Tokyo Mew Mew New ♡. Coproducción junto a Yumeta Company.                                           | [ 15 ] |

### Películas
| Año  | Título                                       | Director(es)    | Duración | Notas                                                                         | Refs.  |
| ---- | -------------------------------------------- | --------------- | -------- | ----------------------------------------------------------------------------- | ------ |
| 2014 | Rakuen Tsuihou                               | Seiji Mizushima | 103m     | Historia original.                                                            | [ 16 ] |
| 2016 | Chain Chronicle: Haecceitas no Hikari Part 1 | Masashi Kudō    | 86m      | Basado en un videojuego de Sega. Coproducción junto a Telecom Animation Film. |        |
| 2017 | Chain Chronicle: Haecceitas no Hikari Part 2 | Masashi Kudō    | 89m      | Basado en un videojuego de Sega. Coproducción junto a Telecom Animation Film. |        |
| 2017 | Chain Chronicle: Haecceitas no Hikari Part 3 | Masashi Kudō    | 93m      | Basado en un videojuego de Sega. Coproducción junto a Telecom Animation Film. |        |
| 2019 | Hello World                                  | Tomohiko Itō    | 97m      | Historia original.                                                            | [ 17 ] |

### ONAs
| Año  | Título                                                             | Director(es)                 | Fecha de primera transmisión | Fecha de última transmisión | Eps. | Notas | Refs.         |
| ---- | ------------------------------------------------------------------ | ---------------------------- | ---------------------------- | --------------------------- | ---- | --- | ------------- |
| 2014 | Wonder Momo                                                        | Yutaka Kagawa                | 6 de febrero de 2014         | 6 de marzo de 2014          | 5    | Adaptación del webcomic de Erik Ko y Jim Zub, que se inspiró en el videojuego de Bandai Namco del mismo nombre.     |               |
| 2019 | Another World                                                      | Tomohiko Itō                 | 13 de septiembre de 2019     | 4 de octubre de 2019        | 3    | Historia original. Spin-off de la película Hello World.                                                             |               |
| 2021 | Shūmatsu no Valkyrie                                               | Masao Ōkubo                  | 17 de junio de 2021          | 17 de junio de 2021         | 12   | Adaptación del manga escrito por Takumi Fukui y Shinya Umemura e ilustrado por Chika Aji.                           | [ 18 ]        |
| 2023 | Shūmatsu no Valkyrie II                                            | Masao Ōkubo                  | 26 de enero de 2023          | 26 de enero de 2023         | 10   | Secuela de Shūmatsu no Valkyrie. Coproducción junto a Yumeta Company.                                               | [ 19 ]        |
| 2023 | Shūmatsu no Valkyrie II Part 2                                     | Masao Ōkubo                  | 12 de julio de 2023          | 12 de julio de 2023         | 5    | Secuela de Shūmatsu no Valkyrie II. Coproducción junto a Yumeta Company.                                            | [ 20 ]        |
| 2025 | Disney: Twisted-Wonderland The Animation - Episode of Heartslabyul | Takahiro Natori Shin Katagai | 29 de octubre de 2025        | —                           | 8    | Adaptación del videojuego creado por Aniplex y Walt Disney Japan. Coproducción junto a Yumeta Company.              | [ 21 ] [ 22 ] |
| —    | Disney: Twisted-Wonderland The Animation - Episode of Savanaclaw   | Takahiro Natori Shin Katagai | —                            | —                           | —    | Secuela de Disney: Twisted-Wonderland The Animation - Episode of Heartslabyul. Coproducción junto a Yumeta Company. | [ 21 ]        |
| —    | Disney: Twisted-Wonderland The Animation - Episode of Octavinelle  | Takahiro Natori Shin Katagai | —                            | —                           | —    | Secuela de Disney: Twisted-Wonderland The Animation - Episode of Savanaclaw. Coproducción junto a Yumeta Company.   | [ 21 ]        |

### OVAs
| Año  | Título             | Director(es)       | Fecha de primera transmisión | Fecha de última transmisión | Eps. | Notas                                                                    | Refs.  |
| ---- | ------------------ | ------------------ | ---------------------------- | --------------------------- | ---- | ------------------------------------------------------------------------ | ------ |
| 2011 | Hellsing: Ultimate | Yasuhiro Matsumura | 10 de febrero de 2006        | 26 de diciembre de 2012     | 10   | Adaptación del manga escrito e ilustrado por Kōta Hirano. Episodios 8-10 | [ 23 ] |

### Especiales
| Año  | Título             | Director(es)       | Fecha de primera transmisión | Fecha de última transmisión | Eps. | Notas                                                                                     | Refs. |
| ---- | ------------------ | ------------------ | ---------------------------- | --------------------------- | ---- | ----------------------------------------------------------------------------------------- | ----- |
| 2011 | Hellsing: The Dawn | Yasuhiro Matsumura | 27 de julio de 2011          | 26 de diciembre de 2012     | 3    | Adaptación del manga escrito e ilustrado por Kōta Hirano. Precuela de Hellsing: Ultimate. |       |